# Câmara Municipal de Salvador
A Câmara Municipal de Salvador é o órgão legislativo unicameral do município de Salvador. Foi construída em taipa e palha no ano de 1549, no mesmo período de fundação da cidade, a primeira existente em uma capital brasileira, em que já abrigou uma cadeia pública, e atualmente ainda funciona como Paço Municipal. O edifício atual foi erguido entre 1660 e 1696, e passou por alterações entre os séculos XVIII e XX.

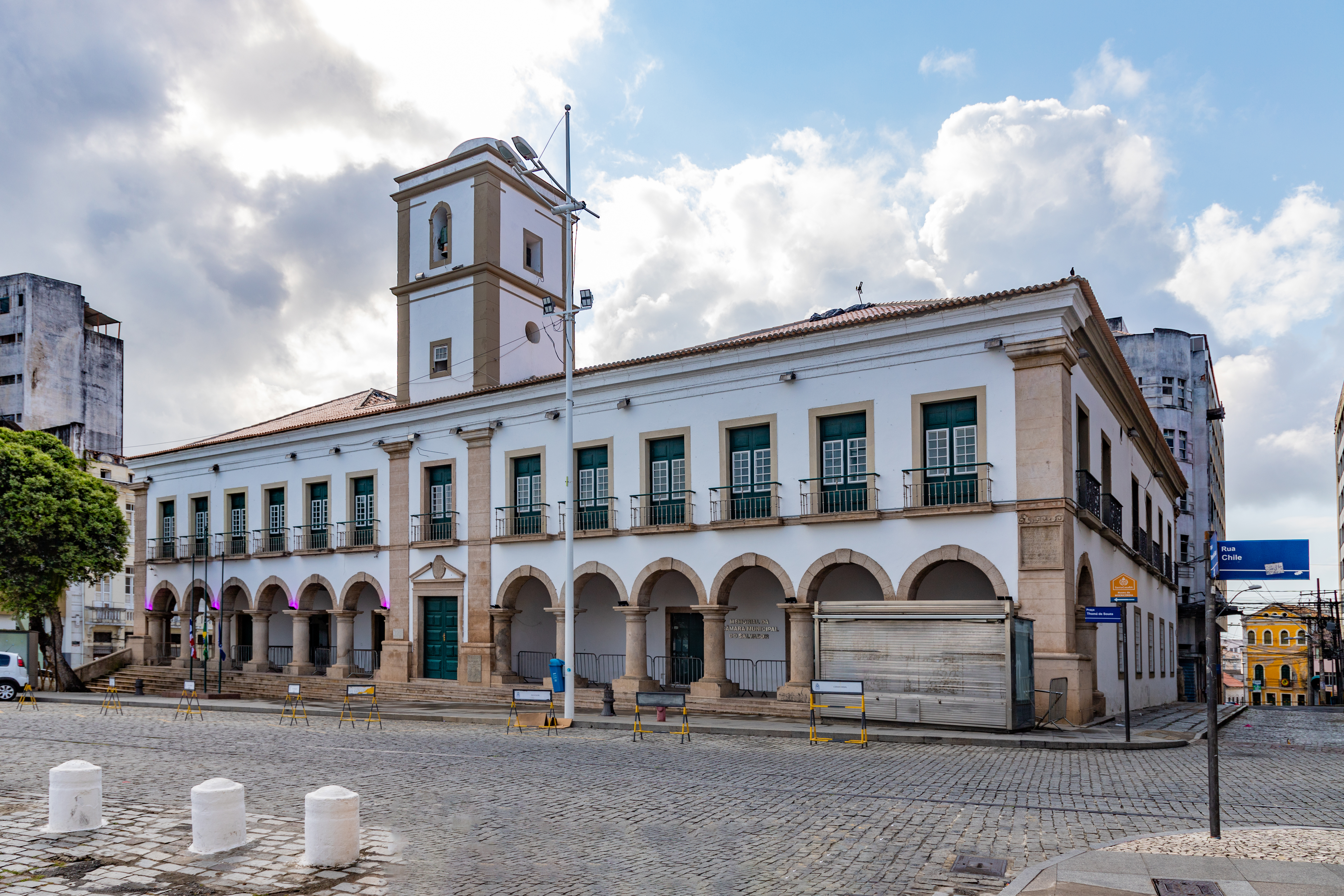
Câmara Municipal de Salvador em 2021.

Apesar do número de vereadores já ter excedido a sua capacidade, alguns vereadores têm seus gabinetes num outro prédio na Rua Ruy Barbosa no centro da cidade, Edifício Bahia Center, Anexo Vereador Emmerson José. O prédio da Câmara Municipal sofreu modificações no início do século XX, e ganhou uma fachada em estilo eclético, muito em voga na época.

São títulos e honrarias concedidos pela Câmara: Título de Cidadão da Cidade do Salvador, Medalha Tomé de Sousa, Comenda Maria Quitéria, Medalha Zumbi dos Palmares e Medalha Irmã Dulce.

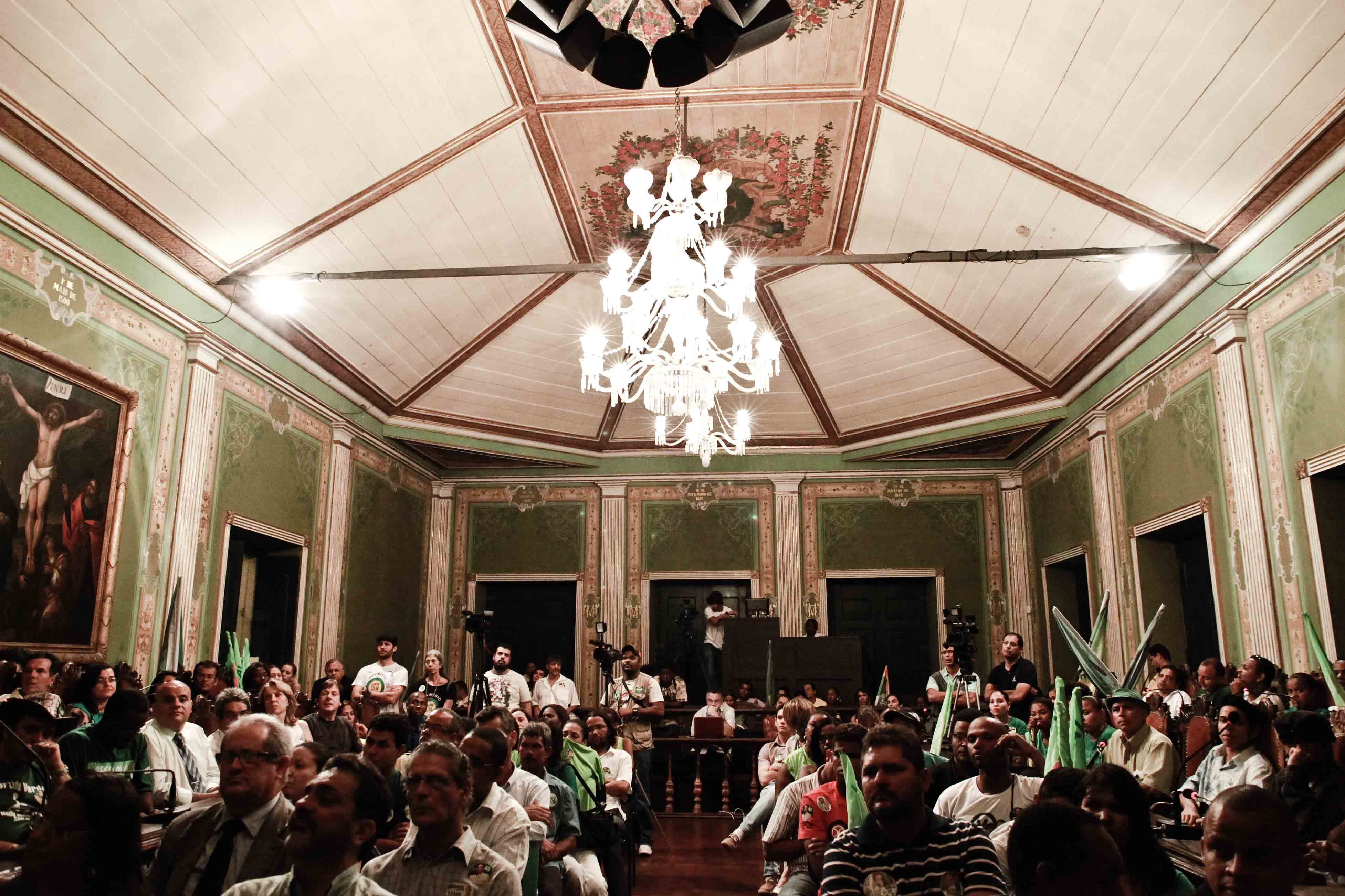
O plenário no interior da Câmara de Salvador.

## História
A edificação foi construída logo após a fundação da cidade. Em 13 de junho de 1549, era criada a Casa de Câmara e Cadeia da Cidade de Salvador, a qual reunia os poderes executivo, judiciário e legislativo.
A cadeia funcionava no térreo e no subterrâneo. O primeiro era dividido em alas norte e sul, respectivamente, destinadas às mulheres e homens. Já no segundo estavam localizadas as celas solitárias, parte conhecida como enxovias. A convivência perdurou até a primeira metade do século XIX ao ser foi transferida ao Forte do Barbalho, mesmo período em que a sede do judiciário também dali se retirou. No período colonial, um açougue público chegou a funcionar nas dependências da Câmara. Seus membros eram responsáveis pela fiscalização e zelo do abastecimento municipal, o que incluía o combate aos preços abusivos. Os restos produzidos no açougue eram levados à atual região da Baixa dos Sapateiros, onde corria um afluente do Camarajipe que passou a ser chamado Rio das Tripas.[
Na década de 1970, a edificação passou por reforma a fim de resgatar o seu estilo de origem, derivado do maneirismo português do século XVII ou estilo chão, remontando à antiga Casa de Câmara e Cadeia.
No início da tarde do dia 24 de fevereiro de 2025, um incêndio, que começou no ar condicionado do Salão Nobre, atingiu a parte da edificação.

## Partidos na Câmara
Distribuição dos partidos entre os 43 vereadores na câmara municipal de acordo com a Eleição municipal de salvador em 2020.
| Partido       | Vereadores |
| ------------- | ---------- |
| PP            | 6          |
| União Brasil  | 6          |
| PSDB          | 4          |
| PT            | 4          |
| Republicanos  | 3          |
| PCdoB         | 2          |
| PDT           | 2          |
| PL            | 2          |
| Podemos       | 2          |
| Avante        | 1          |
| Cidadania     | 1          |
| MDB           | 1          |
| Patriota      | 1          |
| PMN           | 1          |
| PSB           | 1          |
| PSC           | 1          |
| PSD           | 1          |
| PSOL          | 1          |
| PTB           | 1          |
| PV            | 1          |
| Solidariedade | 1          |

## Estrutura

### Comissões
A Câmara possui dez comissões permanentes para suas atividades legislativas, listadas abaixo.
| Comissão permanente                                          | Presidente              | Fonte  |
| ------------------------------------------------------------ | ----------------------- | ------ |
| Constituição, Justiça e Redação Final                        | Alexandre Aleluia (DEM) | [ 8 ]  |
| Finanças, Orçamento e Fiscalização                           | Marta Rodrigues (PT)    | [ 8 ]  |
| Cultura                                                      | Sílvio Humberto (PSB)   | [ 8 ]  |
| Transporte, Trânsito e Serviços Municipais                   | Helio Ferreira (PCdoB)  | [ 8 ]  |
| Direitos do Cidadão e Defesa do Consumidor                   | Marcelle Moraes (DEM)   | [ 9 ]  |
| Planejamento Urbano e Meio Ambiente                          | Randerson Leal (PDT)    | [ 8 ]  |
| Educação, Esporte e Lazer                                    | Cris Correia (PSDB)     | [ 10 ] |
| Legislação Participativa                                     | Edvaldo Brito (PSD)     | [ 9 ]  |
| Saúde, Planejamento Familiar e Seguridade Social             | Maurício Trindade (MDB) | [ 9 ]  |
| Desenvolvimento Econômico, Turismo e Relações Internacionais | Claudio Tinoco (DEM)    | [ 9 ]  |
| Defesa dos Direitos da Mulher                                | Ireuda Silva (REP)      | [ 9 ]  |
| Reparação                                                    | Suíca (PT)              | [ 9 ]  |

### Memorial

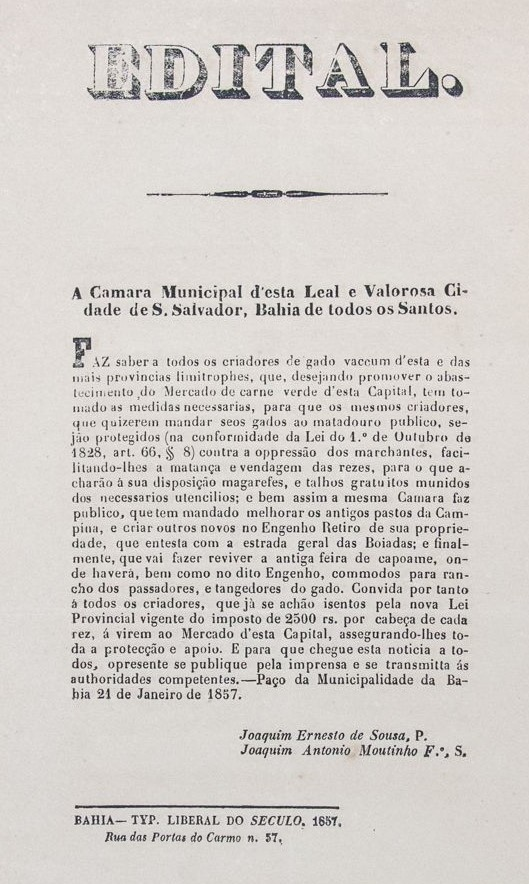
Um edital da casa legislante datado de 21 janeiro de 1857

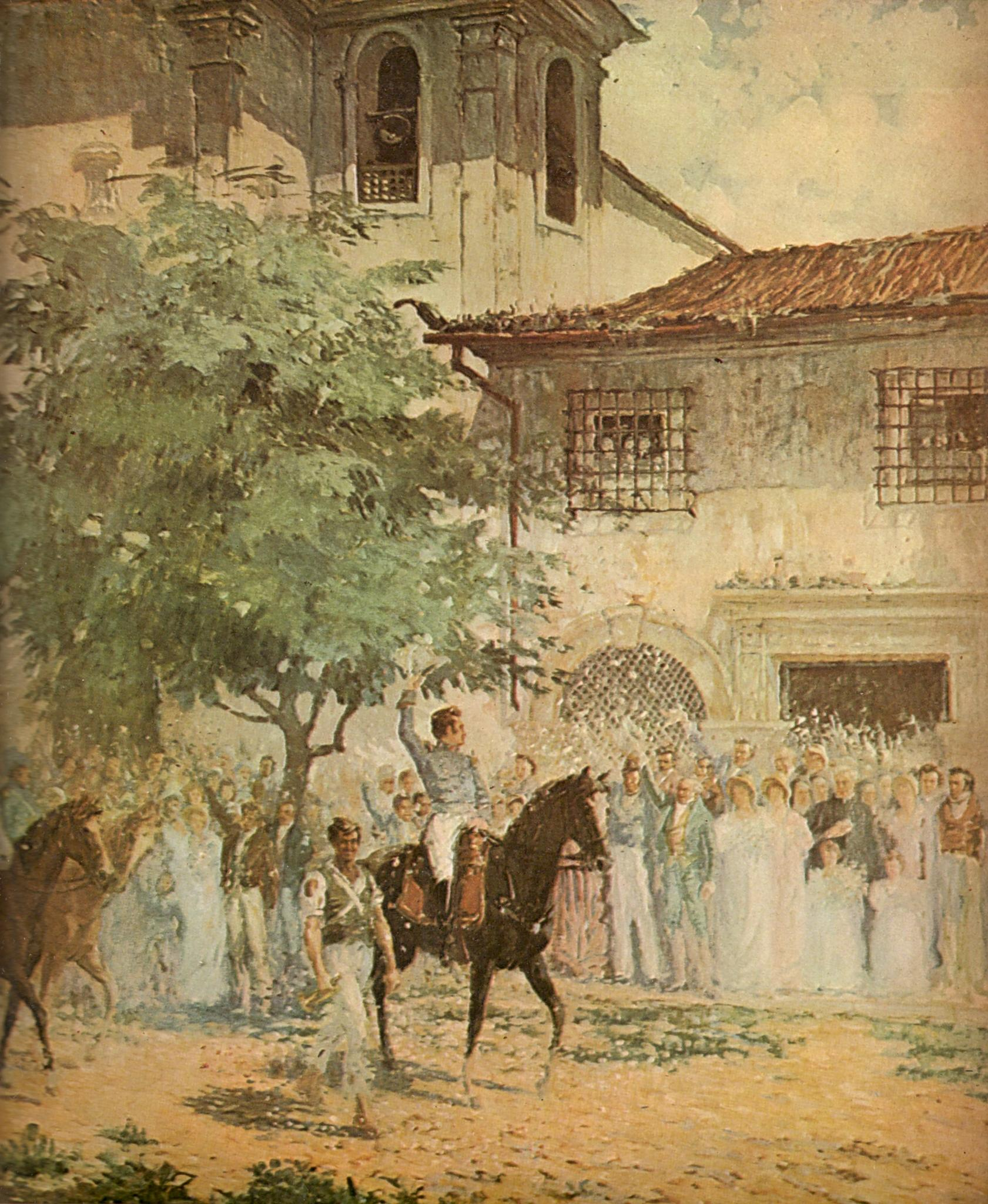
Entrada do Exército Libertador, pintura de Prisciliano Silva, de 1930. Parte do acervo do memorial, retrata um importante acontecimento da Independência da Bahia, após a Batalha do Pirajá.

Criado em 1997 pelo Decreto Legislativo n.° 855 de 10 de outubro, o Memorial da Câmara Municipal de Salvador somente foi aberto ao público em 2001, logo sendo reinaugurado em 2010 após revitalização. O acervo conta a história municipal e da Câmara por meio de painéis, pinturas, fotografias, maquetes, objetos e mobiliário. As três maquetes existentes ilustram três diferentes fases arquitetônicas vividas pelo Paço Municipal. Dentre as obras de artes visuais, são retratados personagens históricos e eventos, com destaque para o quadro Entrada do Exército Pacificador de Presciliano Silva sobre a Independência da Bahia. Foi a partir dessas obras, integrantes da coleção Pinacoteca do Paço Municipal, que foi constituído o Memorial.

### Fundação Cosme de Farias
A Fundação Cosme de Farias administra a Rádio Câmara Salvador e a TV Câmara, que transmitem os trabalhos do Legislativo, no plenário, nas comissões e nas audiências públicas, como instrumentos de participação popular, transparência e democracia. A Rádio Câmara Salvador iniciou suas transmissões como rádio web (por aplicativo e no Portal Transparência da câmara) em 11 de junho de 2018 e em sinal aberto em 17 de dezembro de 2018 no dial 105,3 MHz FM (canal consignado à câmara federal). Integrada à Rede Legislativa de Rádio e TV, a emissora de rádio teve o transmissor, o gerador e a antena comprados pela Câmara dos Deputados, em investimento de um milhão e 500 mil reais. A programação no rádio também inclui programação musical, conteúdos da TV Câmara (municipal) e transmissão do plenário da câmara federal (parceria com a Rádio Câmara dos Deputados), dado que a Rede Legislativa trabalha com a divisão de custos e responsabilidades, o compartilhamento dos canais e universalização do acesso às programações das emissoras de rádio e televisão legislativas.

### Escola do Legislativo Perícles Gusmão Régis
A Escola do Legislativo da Câmara Municipal de Salvador foi criada em 13 de junho de 2017, através de Resolução 2.589/2017, com o intuito de formar os servidores, assessores, tercerizados, estágiarios, parlamentares e sociedade civil da cidade. A Câmara de Salvador possui protocolo de intenções e parcerias com o Interlegis do Senado Federal.. No momento, a escola é dirigida pela vereadora Marta Rodrigues e uma das suas atividades anuais é o Parlamento Jovem, que torna vereadores por uma semana adolescentes, provenientes de escolas públicas e particulares, cursam entre o 9º ano do Ensino Fundamental e o 3º ano do Ensino Médio.

## Mesa diretora
A atual composição da Mesa da Câmara Municipal de Salvador é a seguinte:
| Cargo              | Nome                   | Partido |
| ------------------ | ---------------------- | ------- |
| Presidente         | Carlos Muniz           | PSDB    |
| 1º Vice-presidente | Maurício Trindade      | PP      |
| 2° Vice-presidente | Duda Sanches           | UNIÃO   |
| 3° Vice-presidente | Sidninho               | PP      |
| 1° Secretário      | Cláudio Tinoco         | UNIÃO   |
| 2° Secretário      | Ricardo Almeida        | DC      |
| 3° Secretário      | Cris Correia           | PSDB    |
| 4° Secretário      | Kel Torres             | REP     |
| Corregedor         | Alexandre Aleluia      | PL      |
| Ouvidor-geral      | Hélio Ferreira         | PCdoB   |
| Ouvidor substituto | Anderson Ninho         | PDT     |
| 1° Suplente        | Randerson Leal         | PODEMOS |
| 2° Suplente        | Ireuda Silva           | REP     |
| 3° Suplente        | Marcelo Guimarães Neto | UNIÃO   |
| 4° Suplente        | David Rios             | MDB     |